# Ernst Friedrich von Windisch-Graetz
Ernst Friedrich von Windisch-Graetz (Vienna, 20 giugno 1670 – Sankt Peter in der Au, 6 settembre 1727) è stato un diplomatico e politico austriaco.

## Biografia

### La famiglia e i primi anni
Ernst Friedrich era figli di Gottlieb Amadeus von Windisch-Graetz, di famiglia nobile austriaca di fede protestante, convertitasi successivamente al cattolicesimo. Sua madre era la contessa Maria Eleonore von Oettingen. Nel 1699, Ernst Friedrich sposò la contessa Maria Theresa Slawala, vedova del conte von Fünfkirchen. Il matrimonio rimase senza figli. Attraverso il matrimonio, tra l'altro, il castello di Červená Lhota entrò in suo possesso come parte della dote della consorte. La sua seconda moglie fu la contessa Theresa Rosalia von Roital, già vedova del barone von Fünfkirchen. I due figli nati dal matrimonio morirono però prematuramente.

### La carriera
Ernst Friedrich iniziò la sua carriera nel servizio diplomatico del Sacro Romano Impero. Nel 1594 divenne ambasciatore alla corte di Dresda e tra il 1698 ed il 1699 si portò a Modena come ambasciatore. Dal 1701 al 1702 fu ambasciatore imperiale presso il Reichstag di Ratisbona. Carlo II di Spagna lo ammise nell'Ordine del Toson d'oro nel 1700. Per conto dell'imperatore Giuseppe I del Sacro Romano Impero, prese parte all'elezione di uno dei coadiutori dell'arcidiocesi di Salisburgo, ma in realtà la sua missione fu ancora una volta per fini diplomatici, ovvero riconciliare l'arcivescovo locale e il capitolo della cattedrale che da tempo erano in conflitto. Dopo la morte di Dominik Andreas I von Kaunitz, l'imperatore lo propose per la carica di vicecancelliere del Sacro Romano Impero, ma questa carica non gli venne assegnata per l'obiezione mossa dall'arcivescovo di Magonza la cui voce autorevole era ascoltata in quanto aveva il ruolo di arcicancelliere imperiale. Nel 1710 Windisch-Graetz presentò un proprio progetto per la riforma delle istituzioni della cancelleria imperiale. Nel 1711, Windisch-Graetz funse da rappresentante dell'imperatrice madre nell'elezione di Carlo VI del Sacro Romano Impero come imperatore.
Sotto il governo di Carlo VI, ad ogni modo, il Windish-Graetz cadde in disgrazia, perdendo il suo incarico come consigliere segreto dell'imperatore e venendo relegato a incarichi minori per volontà dello stesso monarca. Per alcuni anni visse in isolamento nella sua proprietà, ma nel 1714 venne richiamato per ricoprire la carica di presidente del Reichshofrat. Condusse personalmente il processo contro i diffamatori del principe Eugenio di Savoia, sebbene non fosse mai stato uno dei più accaniti sostenitori. Dal 1724 fu Ministro di Stato e venne coinvolto in tutte le più importanti deliberazioni di politica estera ed interna dell'impero, guadagnando una solida esperienza in diritto costituzionale del Sacro Romano Impero. Si oppose alla proposta di matrimonio tra l'infante spagnolo don Fernando e l'arciduchessa austriaca che comportava l'assegnazione dei Paesi Bassi austriaci e i possedimenti italiani in dote alla Spagna. Nel complesso, insieme a Gundakar Thomas von Starhemberg, cercò di mantenere una politica di stato sostanzialmente distaccata dalla Spagna per paura che le mire espansionistiche di questa potessero mettere in crisi l'Impero. A causa di una disputa, sfidò a duello il vicecancelliere del Reich Friedrich Karl von Schönborn-Buchheim.